# Zygomyia polyspina
Zygomyia polyspina är en tvåvingeart som beskrevs av Bechev 1994. Zygomyia polyspina ingår i släktet Zygomyia och familjen svampmyggor. Inga underarter finns listade i Catalogue of Life.